# Alireza Vahedi Nikbakht
Alireza Vahedi Nikbakht (en persa: علیرضا واحدی نیکبخت) (Mashhad, Irán, 30 de junio de 1980) es un exfutbolista iraní que jugaba en la posición de extremo.

## Clubes
| Club                           | País                   | Año       |
| ------------------------------ | ---------------------- | --------- |
| FC Aboomoslem                  | Irán                   | 1998-1999 |
| Esteghlal Tehran Football Club | Irán                   | 1999-2006 |
| Al-Wasl Football Club (cedido) | Emiratos Árabes Unidos | 2005      |
| Persépolis Football Club       | Irán                   | 2006-2009 |
| Tractor Sazi FC                | Irán                   | 2009      |
| Steel Azin F.C.                | Irán                   | 2009-2010 |
| Saba Qom FC                    | Irán                   | 2010-2011 |
| Paykan Football Club           | Irán                   | 2011-2012 |
| Gahar Zagros F.C.              | Irán                   | 2012      |
| S.C. Damash Gilan              | Irán                   | 2012-2013 |
| Esteghlal Tehran Football Club | Irán                   | 2013-2014 |
| F.C. Rayka Babol               | Irán                   | 2014-2015 |